# Jan Paleolog (cezar)
Jan Paleolog (gr.) Ἱωάννης Παλαιολόγος (ur. 1288/89, zm. 1327) – panhypersebastos i cezar, bratanek cesarza Andronika II Paleologa. 

## Życiorys
Jego ojcem był Konstantyn Paleolog, syn Michała VIII Paleologa. W 1326 odłączył Tesalonikę od Bizancjum i ogłosił jej niepodległość. Uzyskał wsparcie króla Serbii Stefana Urosza III Deczańskiego. Wydał za niego swą córkę Marię. Jego rebelia zakończyła się wraz z jego śmiercią, dała jednak początek interwencjom serbskim w sprawy Bizancjum. 